# Hafen Wörth
Der Hafen Wörth ist ein Hafen bei Wörth am Rhein, Rheinland-Pfalz. 

## Geographie
Er liegt linksrheinisch bei Rheinkilometer 365,77 bei Wörth am Rhein, Rheinland-Pfalz. Er gehört zu den Hafenbetrieben Rheinland-Pfalz in Ludwigshafen. Es ist ein trimodaler Hafen mit Anbindung an die A 65, die B 9 und B 10 sowie an das Eisenbahnnetz. Die Hafenbahn hat eine Länge von 5,1 km. Unmittelbar neben dem Hafen befindet sich das Mercedes-Benz-Werk Wörth, das größte Lkw-Werk der Welt. Das Hafengebiet umfasst 186 ha und hat eine Kailänge von 1,9 km. Für den Umschlag stehen drei Containerbrücken mit 40 bzw. 47 Tonnen und ein stationärer Wippkran mit vier Tonnen Tragkraft zur Verfügung. Für den Papierumschlag ist eine überdachte Umschlaganlage mit Spezialumschlaggeräten vorhanden. Zur Verladung von Personen- und Lastkraftwagen sind zwei Ro-Ro-Rampen eingerichtet. Die Lagerfläche beträgt 153.000 m² Freifläche und 27.734 m² Hallenfläche.

## Geschichte
Der Hafen wurde 1967 eröffnet. Das Hafenbecken entstand aus einem früheren Baggersee, der mit dem Rhein verbunden wurde. Anlass für den Bau des Hafens war die Ansiedlung des Mercedes-Benz-Werks Wörth und der Raffinerie Wörth, die sich im Nordwesten des Hafens befand und Umschlagseinrichtungen für Erdölprodukte nutzte. Nach der Schließung der Raffinerie 1996 wurde 2002 die Papierfabrik Palm in Betrieb genommen, die heute dort Papier umschlägt.

## Waren und Verkehr

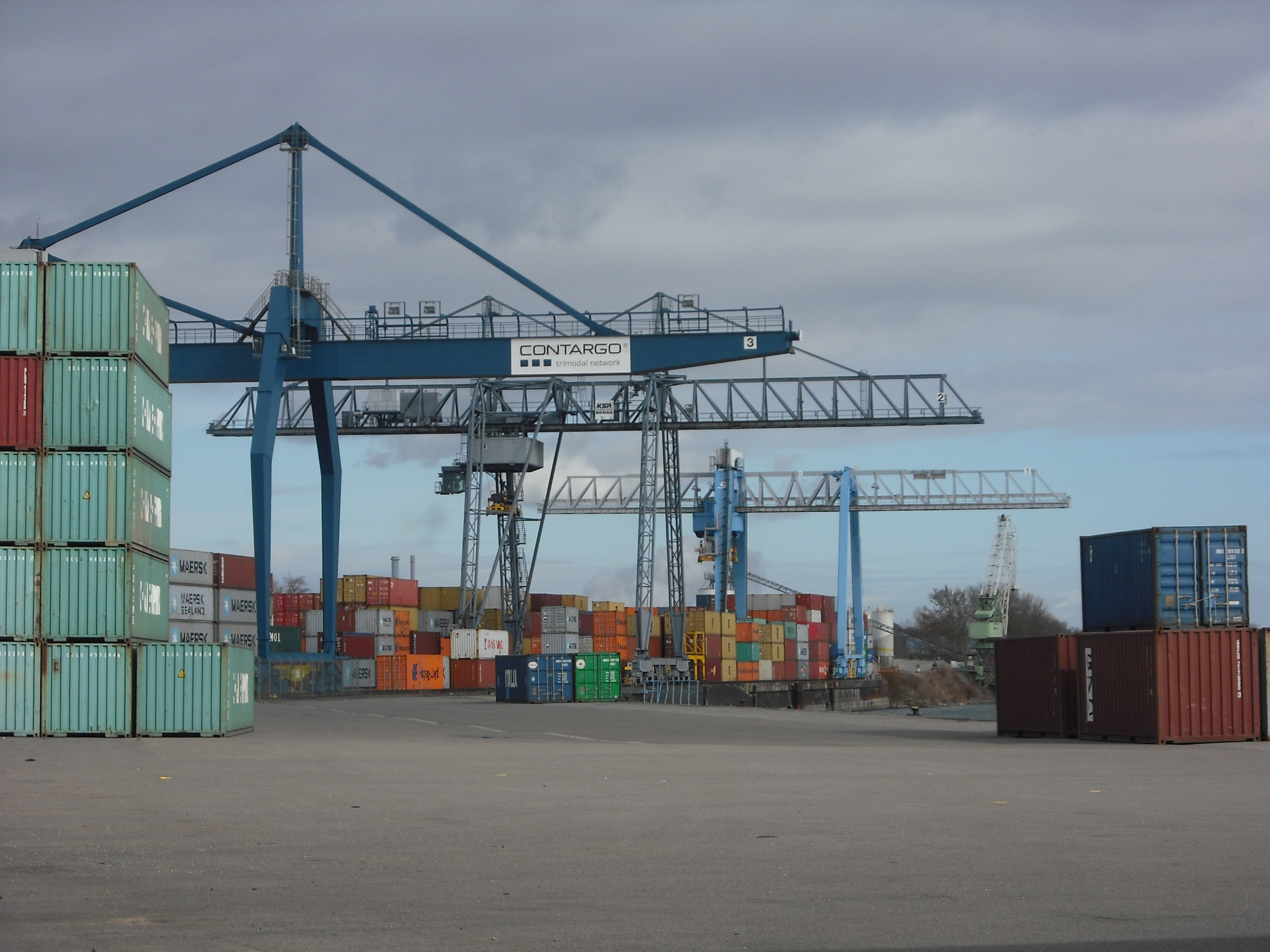
Kräne für den Containerumschlag am Hafen Wörth

Umschlagsbetreiber sind die Contargo Wörth Karlsruhe GmbH und die Papierfabrik Palm GmbH&Co. KG.
Der Hafen Wörth zählt zu den wichtigsten und leistungsfähigsten Containerterminals am Oberrhein, 2014 wurden 143.378 TEU umgeschlagen. Er wird fahrplanmäßig von Containerschiffen angefahren. Wöchentlich werden mindestens 16 Containerschiffe abgefertigt. Weitere Umschlagsgüter sind Sand, Kies, Split und Kraftfahrzeuge. Der weltweite Versand von Autoteilen ist ein weiteres Standbein des Hafens. Der Güterumschlag mit Schiffen betrug 2014 916.292 Tonnen, insgesamt fuhren 1353 Schiffe den Hafen an.